# Монрозье (Тарн)
Монрозье́ (фр. Montrosier, окс. Montrosièrs) — коммуна во Франции, находится в регионе Юг — Пиренеи. Департамент — Тарн. Входит в состав кантона Кармо-2 Валле-дю-Серу. Округ коммуны — Альби.
Код INSEE коммуны — 81184.

## География

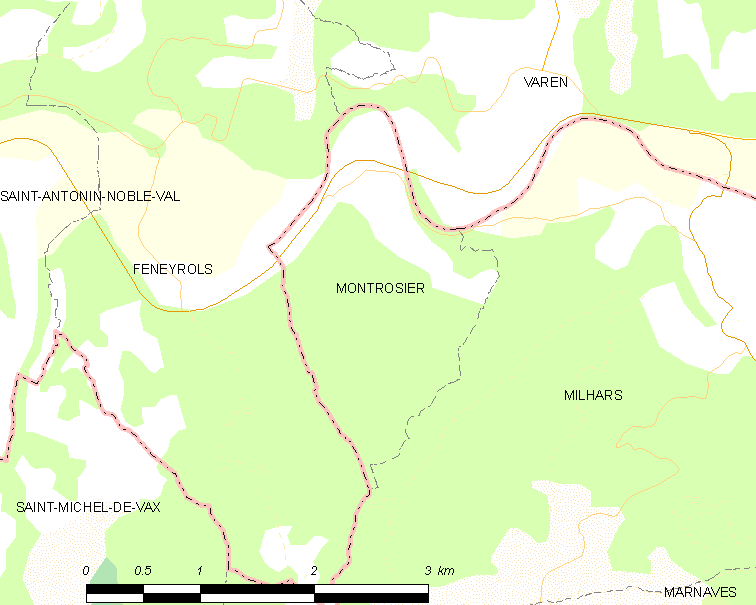
Карта коммуны

Коммуна расположена приблизительно в 530 км к югу от Парижа, в 70 км северо-восточнее Тулузы, в 34 км к северо-западу от Альби.
На севере коммуны протекает река Аверон.

## Климат
Климат умеренно-океанический. Зима мягкая и дождливая, лето жаркое с частыми грозами. Ветры довольно редки.

## Население
Население коммуны на 2010 год составляло 30 человек.
| 1962 | 1968 | 1975 | 1982 | 1990 | 1999 | 2010 |
| ---- | ---- | ---- | ---- | ---- | ---- | ---- |
| 42   | 52   | 48   | 34   | 27   | 34   | 30   |

## Администрация
| Период | Период | Фамилия        | Партия | Примечания |
| ------ | ------ | -------------- | ------ | ---------- |
| 2001   | 2008   | Франсис Кассан |        |            |
| 2008   | 2014   | Жан-Пьер Сере  |        |            |
| 2014   | 2020   | Тьерри Готье   |        |            |

## Экономика
В 2007 году среди 19 человек в трудоспособном возрасте (15—64 лет) 15 были экономически активными, 4 — неактивными (показатель активности — 78,9 %, в 1999 году было 72,0 %). Из 15 активных работали 14 человек (7 мужчин и 7 женщин), безработным был 1 мужчина. Среди 4 неактивных 0 человек были учениками или студентами, 2 — пенсионерами, 2 были неактивными по другим причинам.